# Om Čchon-ho
Om Čchon-ho (korejsky 엄천호, anglický přepis: Um Cheon-hon; * 25. února 1992 Soul) je jihokorejský rychlobruslař a bývalý shorttrackař.
V short tracku vyhrál víceboj na světovém juniorském šampionátu v roce 2009, jeho největším úspěchem pak byla zlatá medaile z Mistrovství světa týmů 2011. Téhož roku získal zlatou a stříbrnou medaili na Asijských zimních hrách a roku 2013 dvě stříbra na Zimní univerziádě. V dalších letech již v short tracku nezávodil.
Od roku 2016 se věnuje rychlobruslení, na mezinárodní scéně debutoval v roce 2018 ve Světovém poháru. Na MS 2019 získal v závodě s hromadným startem stříbrnou medaili. V sezóně 2018/2019 zvítězil v celkovém hodnocení Světového poháru v závodech s hromadným startem. Na premiérovém Mistrovství čtyř kontinentů 2020 vyhrál závod s hromadným startem a ve stíhacím závodě družstev vybojoval stříbro. Za čtyřkontinentálního šampionátu 2022 si přivezl zlatou medaili ze závodu s hromadným startem a bronz ze stíhacího závodu družstev, na Mistrovství čtyř kontinentů 2023 vyhrál stíhací závod družstev.